# Spressa delle Giudicarie
La Spressa delle Giudicarie (DOP) è un formaggio italiano a Denominazione di origine protetta povero di grassi.